# دیگو اولیسی
دیگو اولیسی (ایتالیایی: Diego Ulissi؛ زادهٔ ۱۵ ژوئیهٔ ۱۹۸۹) دوچرخه‌سوار اهل ایتالیا است.

## باشگاهی
از باشگاه‌هایی که در آن رکاب زده‌است می‌توان به تیم یوای‌ئی امارات اشاره کرد.